# Медаль ВМФ и Корпуса морской пехоты
Медаль ВМС и Корпуса морской пехоты (США)
Учреждена Актом Конгресса, утверждённым 7 августа 1942 г.
Награждаются военнослужащие Военно-морских сил и Корпуса морской пехоты, которые отличились героизмом, не связанным с боевыми действиями против врага; для награждения за спасение или попытку спасения требуется, чтобы эти действия осуществлялись с риском для собственной жизни.
На аверсе медали изображён орёл с поднятыми крыльями, сидящий на лежащем горизонтально на земном шаре якоре, обвитом канатом; ниже надпись HEROISM (героизм).
Высота и ширина 33 мм. Изготовлена из бронзы. Лента из трёх равных полос: синей, жёлтой и красной.

## Награждённые
Первый награждённый медалью не установлен. Согласно базе данных militarytimes насчитывается 1895 награждённых. При этом многие награждённые совершили подвиг задолго до учреждения медали и награждены посмертно.
Последним награждённым на сегодняшний день (октябрь 2013 г.) указан Аарон Лион (Aaron P. Lyon) - сотрудник технической службы, награждённый за спасение 8 декабря 2011 года гражданского лица из горящей машины, замеченной им на трассе.
- Во время Второй Мировой войны, будущий Президент США Джон Ф. Кеннеди был награждён этой медалью, когда служил младшим офицером ВМФ, командиром торпедного катера "PT 109" на Тихом океане.

- Посмертно медалью награждён Алоис Шмидт - корабельный капеллан линкора «Оклахома», помогший эвакуироваться 12 членам команды линкора, запертым во внутреннем помещениях корабля, повреждённого 7 декабря 1941 года во время атаки японцев на Пёрл-Харбор. Погиб. Считается первым капелланом, погибшим во время Второй мировой войны.

- Посмертно медалью награждён Форест Риднур - служащий судна USCGC Escanaba (WPG-77) Береговой охраны США, отличившийся 3 февраля 1943 года при спасательной операции американского транспорта Дорчестер, торпедированного немецкой подводной лодкой U-223. Погиб 13 июня 1943 года при взрыве судна.

- Карл Макси Брашир — американский военный водолаз, первый афроамериканец среди выпускников военно-морской школы водолазов и спасателей.

- Посмертно медалью награждён пилот авиабазы Морской пехоты США Альберт Хикман, который 1 декабря 1959 года при неисправности своего самолёта F-3 «Демон», предвидя его падение в район школы, не воспользовался возможностью катапультироваться и отвел самолёт в сторону. Погиб при крушении самолёта.